# Gaudichaudia hirtella
Gaudichaudia hirtella är en tvåhjärtbladig växtart som först beskrevs av Louis Claude Marie Richard, och fick sitt nu gällande namn av S.L. Jessup. Gaudichaudia hirtella ingår i släktet Gaudichaudia och familjen Malpighiaceae. Inga underarter finns listade i Catalogue of Life.